# Lipie
Lipie è un comune rurale polacco del distretto di Kłobuck, nel voivodato della Slesia.
Ricopre una superficie di 99,07 km² e nel 2005 contava 6 550 abitanti.